# Joël Ayayi
Joël Ayayi, né le 5 mars 2000 à Bordeaux en Gironde, est un joueur franco-béninois de basket-ball. Il évolue aux postes de meneur et arrière.

## Biographie

### Carrière universitaire
À l'issue d'une année passée au sein du centre de formation de l'Élan béarnais Pau-Lacq-Orthez, Joël Ayayi intègre en août 2015 le Centre fédéral de basket-ball situé dans le bois de Vincennes.
Sollicité par de nombreux programmes universitaires américains, il opte finalement pour les Bulldogs de l'université Gonzaga en avril 2017. Âgé de seulement 17 ans pour sa première saison universitaire, et en concertation avec Gonzaga, il décide d'être déclaré redshirt lors de la saison 2017-2018.
Le 9 janvier 2021, Ayayi devient le premier joueur de l’histoire de Gonzaga à réussir un triple-double cumulant 12 points, 13 rebonds et 14 passes décisives contre les Pilots de l’université de Portland.
Il atteint la finale du Final Four NCAA en 2021 avec les Bulldogs terminant la saison universitaire avec 31 victoires et une seule défaite, en finale, le 5 avril face à Baylor 86 à 70 au Lucas Oil Stadium d'Indianapolis.
En avril 2021, Ayayi annonce sa candidature à la draft 2021 de la NBA mais il n'est pas choisi.

### Carrière professionnelle
Non choisi lors de la draft 2021, il signe en juillet 2021, un contrat two-way avec les Lakers de Los Angeles. Ayayi n'est toutefois pas conservé par les Lakers pour la saison en raison de faibles statistiques en pré-saison où sa réussite au tir est de 10 %. En octobre 2021, Ayayi est engagé par les Wizards de Washington et signe un contrat two-way.
Il marque ses premiers points en NBA le 26 décembre 2021. Ayayi finit la rencontre contre les 76ers de Philadelphie avec 1 panier marqué sur 5 tentés.
En mars 2022, Ayayi est licencié par les Wizards.
En octobre 2022, Ayayi signe en NBA G League en faveur du Magic de Lakeland.
Le 21 juillet 2023, il retourne en France et s'engage avec Nanterre 92,.
Le 1er juin 2024, il signe avec la JL Bourg pour une saison.
En juillet 2025, Ayayi s'engage avec le champion de France, le Paris Basketball avec lequel il dispute l'Euroligue.

### Équipe nationale
En août 2016, il participe au Championnat d'Europe de basket-ball des 16 ans et moins 2016 où l'équipe de France prend la sixième place. Il achève la compétition avec des moyennes de 11,3 points, 6,7 rebonds, 2,1 passes décisives et 2,4 interceptions par rencontre.
En août 2018, il remporte avec l'équipe de France la médaille de bronze au Championnat d'Europe des 18 ans et moins 2018. Il est élu dans le meilleur cinq de la compétition avec des moyennes de 15,7 points, 3,6 rebonds, 2,3 passes décisives et 1,7 interception par rencontre.
À l'été 2019, Ayayi participe à la coupe du monde des 19 ans et moins 2019 en Grèce avec l'équipe de France. La France obtient la 3e place de la compétition et Ayayi est nommé dans l'équipe-type de la compétition avec le MVP américain Reggie Perry, son compatriote Tyrese Haliburton et les deux Maliens Siriman Kanouté et Oumar Ballo (en).

## Universitaires
Les statistiques de Joël Ayayi en matchs universitaires sont les suivantes :
| Saison    | Équipe   | Matchs | Titul. | Min./m | % Tir | % 3pts | % LF | Rbds/m. | Pass/m. | Int/m. | Ctr/m. | Pts/m. |
| --------- | -------- | ------ | ------ | ------ | ----- | ------ | ---- | ------- | ------- | ------ | ------ | ------ |
| 2018-2019 | Gonzaga  | 23     | 0      | 5,6    | 53,1  | 27,3   | 28,6 | 1,40    | 0,50    | 0,30   | 0,00   | 1,70   |
| 2019-2020 | Gonzaga  | 33     | 23     | 29,3   | 48,3  | 34,5   | 82,5 | 6,30    | 3,20    | 1,30   | 0,20   | 10,60  |
| 2020-2021 | Gonzaga  | 32     | 31     | 31,3   | 57,5  | 38,9   | 78,1 | 6,90    | 2,70    | 1,10   | 0,20   | 12,00  |
| Carrière  | Carrière | 88     | 54     | 23,8   | 52,9  | 36     | 77,6 | 5,20    | 2,30    | 0,90   | 0,20   | 8,80   |

## Palmarès
- Finaliste NCAA 2021 avec les Bulldogs de Gonzaga

### En sélection nationale
- Médaille de bronze au Championnat d'Europe des 18 ans et moins 2018 en Lettonie.
- Médaille de bronze à la coupe du monde des 19 ans et moins 2019 en Grèce.

### Distinctions individuelles
- Élu dans le cinq majeur du Championnat d'Europe de basket-ball des 18 ans et moins 2018 en Lettonie
- Élu dans le cinq majeur de la coupe du monde des 19 ans et moins 2019 en Grèce.

## Vie privée
Il est le frère de la basketteuse internationale Valériane Ayayi. Joël Ayayi déclare à propos de sa sœur : « Elle a toujours été un modèle pour moi et j’ai toujours voulu jouer en équipe nationale. Pour faire comme elle (...) Elle a toujours été là pour moi. J’ai tenté de marcher dans ses pas. Je l’ai beaucoup regardée jouer, elle me donnait des conseils ».
Il est également le frère de Gérald Ayayi, basketteur professionnel.
Joël Ayayi a la double nationalité française et béninoise.